# Приход Святой Троицы (Париж)
Русская католическая церковь Св. Троицы и приход при ней в Париже, принадлежат к Русскому апостолату в Зарубежье в традиции Русской католической церкви византийского обряда.

## История
В среде русских эмигрантов первой волны в столице Франции сформировалась группа русских католиков, продолжателей идей Владимира Соловьёва и других интеллектуалов, искавших возможности единства с Римским престолом, что оформилось в создание Экзархата Российской католической церкви византийского обряда на Петроградский собор 1917 года. Первая община образовалась вокруг высланных из РСФСР в 1922 году на «философском пароходе» священников Владимира Абрикосова и Дмитрия Кузьмина-Караваева. К ним примкнул работавший в Нунциатре Парижа Александр Евреинов. В 1924 году в крипте церкви Марии Магдалины он отслужил первую католическую Литургию в соответствии с русскими богослужебными традициями, в сопровождении хора под управлением Дмитрия Аристова.
В 1927 году из отдаленного парижского предместья приход переехал в собственное помещение на авеню Сер Розали. Новый храм был освящен епископом Петром Бучис. Храм вмещал до 150 человек, при нем были библиотека, квартира настоятеля и зал для собраний.
С 1928 года приходом начал издаваться журнал «Благовест (журнал)»
2 сентября 1930 года в храме совершил литургию владыка Петр Бучис в сослужении с румынским священником Владимиром Гика, ныне канонизированном в лике блаженных.
В 1932 году основано «Братство святителя и чудотворца Николая», осуществляло социальную и благотворительную деятельность, просветительские инициативы.
17 марта 1933 года общину посетил епископ Николай (Чарнецкий), отслуживший литургию в церкви Сен Сюльпис в сослужении с настоятелем Александром Евреиновым и вторым священником Георгием Цебриковым.
В 1934 году община переехала в новое здание, выкупленную и реконструированную бывшую студию художника Франсуа Жерара на одноименной улице: rue Francoise Gerard, 39.
С 1939 года в храме служил Михаил Недоточин, вернувшийся после неудавшейся миссии среди молокан в Калифорнии, 16 июня 1939 года он отпевал здесь писателя В. Ф. Ходасевича в присутствии видных деятелей эмиграции и представителей православного клира.
1948 год — статистика: совершено 7 крестин, 3 венчания, 4 погребения.
При настоятельстве отца Христофора Дюмон у прихода установилось тесное сотрудничество с доминиканским центром «Истина» в Булони.
С 1945 года, при служении Павла Гречишкина возобновляется издательская, публицистическая и просветительская активность, печатается бюллетень «Наш Приход».
В 1950 году прихожане совершают Юбилейное паломничество в Рим и принимают участие в Съезде русских католиков.
18 — 19 января 1953 года состоялось пастырское посещение прихода Апостольским визитатором епископом Болеславом Слоскансом.
В 1957 году приход принимал, посещавшего Париж с пастырским визитом епископа Павла (Мелетьева)
При настоятельстве Георгия Рошко, который был часто занят по делам Конгрегации Восточных церквей, где занимал должность полномочного визитатора русских католических общин в Зарубежье, пастырской заботе много внимания уделял Александр Кулик.
Среди клира известны: испанец Иоанн Солес, бельгиец Анри Петижан sj, французы: Жоэль Куртуа, иезуит Павел Шалей и Бернар Дюпир, последние двое — основатели центра русско-французских связей «У двух медведей» («Au Deux Ours»).

## Убранство
Проект иконостаса и иконы для храма написаны Николаем Исцеленовым.
Царские врата, подсвечники и лампады по его рисункам — работы Зои Александровны Камлюхиной.
В 1960 году произведена реконструкция молитвенного зала и апартаментов духовенства.
В 1980 году выполнен современный иконостас Игорем Сендлер.

## Настоятели
- С 1924 по 1936 год — Александр Евреинов
- С 1936 по 1954 год — Христофор Дюмон
- С 1946 по 1964 год — Павел Гречишкин
- С 1964 по 1966 год — Александр Кулик
- С 1966 по 1997 год — Георгий Рошко
- С 1997 по 2005 год — Бернар Дюпир

## Издания прихода
- «Благовест»
- «Наш приход»